# Trentepohlia (Trentepohlia) doddi
Trentepohlia (Trentepohlia) doddi is een tweevleugelige uit de familie steltmuggen (Limoniidae). De soort komt voor in het Australaziatisch gebied.